# Тінгветлір
Ті́нгветлір (ісл. Þingvellir де ісл. Þing: 'віче', ісл. 'vellir': 'рівнини, долина') — рівнина та національний парк на південному заході Ісландії поблизу півострова Рейк'янес та вулканічного терену Генгітль.

## Історія
Долина є одним з найважливіших місць в історії Ісландії. У 930 році тут було засновано Алтинг ісл. Alþingi, одну з найстаріших парламентських установ у світі.
На Алтингу (ісл. Alþingi), який збирався щорічно, речник закону виголошував закон до всіх зібраних людей, а також вирішував суперечки. Злочинці теж каралися на цих зборах; навіть сьогодні відвідувачі можуть побачити «став утоплення» (ісл. Drekkingarhylur) у річці, де топили жінок-злочинців.
У 999 або 1000 році речник закону Торгеїр Льйосветнінгагоді (ісл. Þorgeir Ljósvetningagoði) проголосив християнство офіційною релігією Ісландії. Після повернення з Алтингу, говориться, Торґеїр кидав свої статуетки старих давньоскандинавських «богів» у водоспад, що тепер зветься Годафосс (ісл. Goðafoss) ('Водоспад богів').
На цьому історичному місці, 17 червня, 1944 року було проголошено незалежність Республіки Ісландія. Також у парку знаходиться літня резиденція прем'єр міністра Ісландії.

## Екологічний вплив туризму
Туризм має як позитивний, так і негативний вплив на національний парк Тінгветлір.
Позитивним можна вважати проєкт очищення стічних вод.Завдяки коштам, отриманим від туризму, в національному парку Тінгветлір було реалізовано проєкт з очищення стічних вод. Це допомогло зменшити забруднення озера Тінгветлір та його екосистеми.
Негативним є те, що наприклад у 2019 році дослідження, проведене в національному парку Тінгветлір, показало, що щорічно туристи залишають близько 20 тонн сміття.Також за даними Адміністрації національних парків Ісландії, з 2000 року обсяг стічних вод, що надходять до озера Тінгветлір, збільшився на 20%.
Ще однією проблемою є шум від туристів який може впливати на поведінку птахів, таких як ісландська гагара, що мешкає в національному парку Тінгветлір.

## Географія
Тінґветлір (ісл. Þingvellir) став національним парком у 1928 році через своє історичне значення, а також особливе тектонічне і вулканічне  навколишнє середовище.
Континентальний дрейф можна чітко побачити у тріщинах геологічного дефекту, які перетинають регіон. Найбільша з них, Алманнаґ'яу — є справжнім каньйоном. Це також часто спричиняє землетруси на цій території, див..
Деякі з ущелин наповнені надзвичайно чистою водою. Одна, річкова ущелина святого Миколая (ісл. Nikulásargjá), є більш відомою, як монетна ущелина (ісл. Peningagjá), оскільки її дно засипане монетами. Згідно з традицією, слід загадати бажання і кинути монету. Бажання здійсниться за умови, що людина, яка кинула монету побачить як та досягнула дна.
Тінгветлір розташований на північному березі озера Тінгватлаватн (озеро рівнини віча), найбільшого озера Ісландії. Річка Оксарау перетинає національний парк і в ущелині Алманнаґ'яу утворює водоспад Оксарауфосс. Разом із водоспадом Гульфосс та гейзерами долини Хейкадалюр, Тінгветлір є частиною найвідоміших місць Ісландії — Золотого Кола.
Тінгветлір (ісл. Þingvellir) був внесений до місць світової спадщини ЮНЕСКО та входить до Золотого кільця Ісландії.

## Галерея

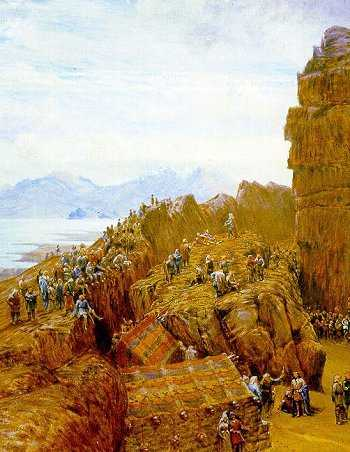
19 ст. зображення згромадження Алтингу в Тінґветлір
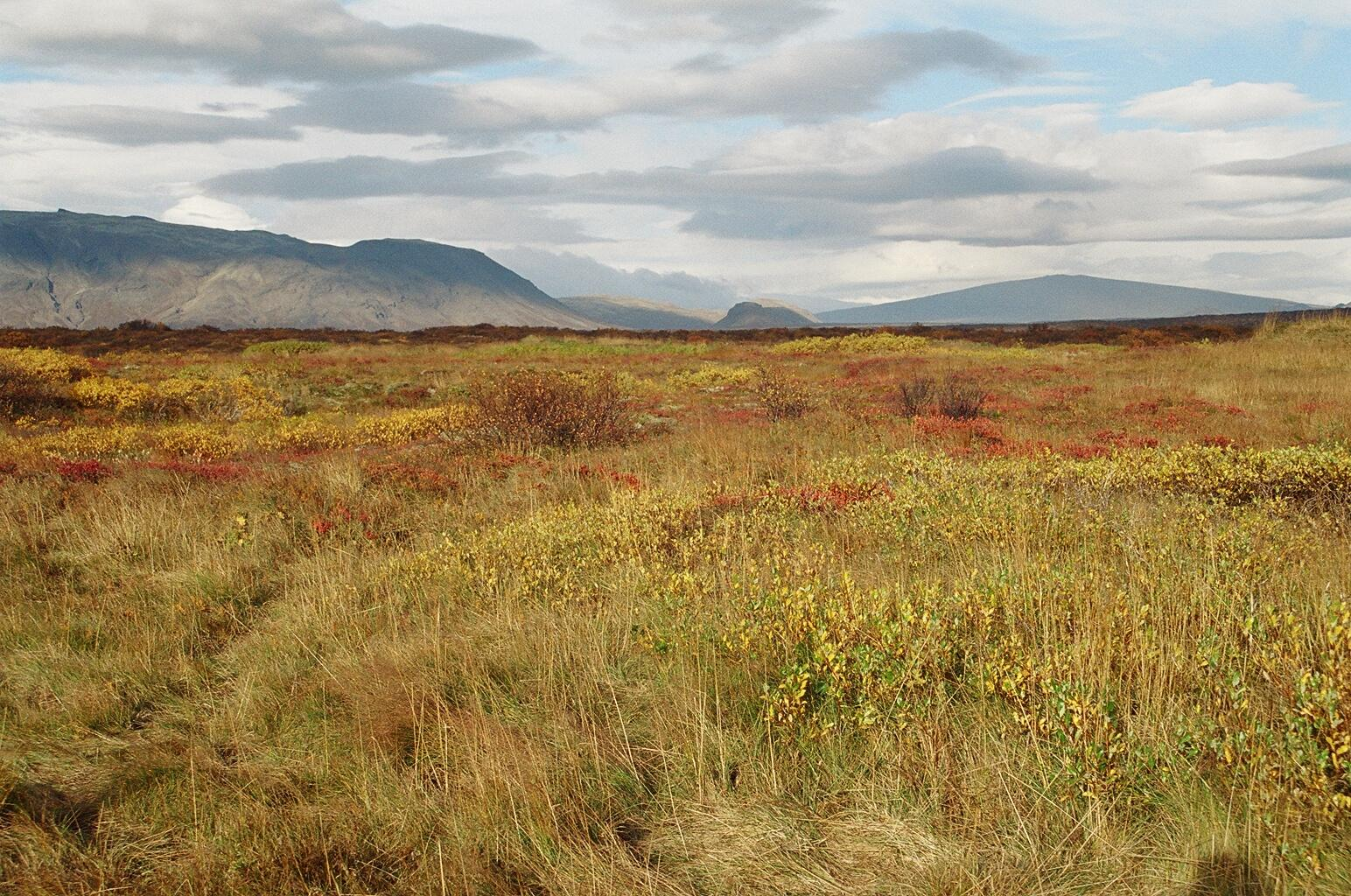
Тінґветлір восени
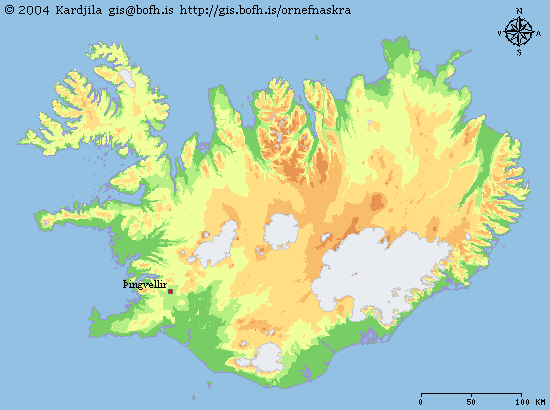
Мапа: 64°15′29″ пн. ш. 21°07′30″ зх. д. / 64.25806° пн. ш. 21.12500° зх. д.
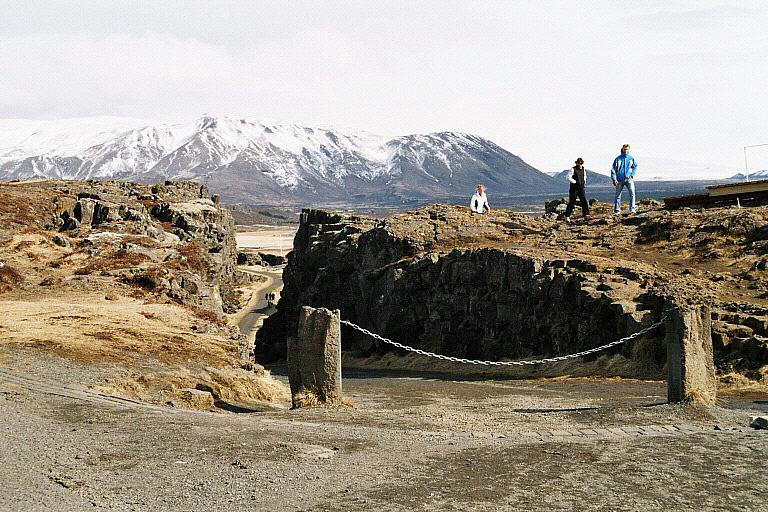
Ущелина Альманаґ'яу в Тінґветлір
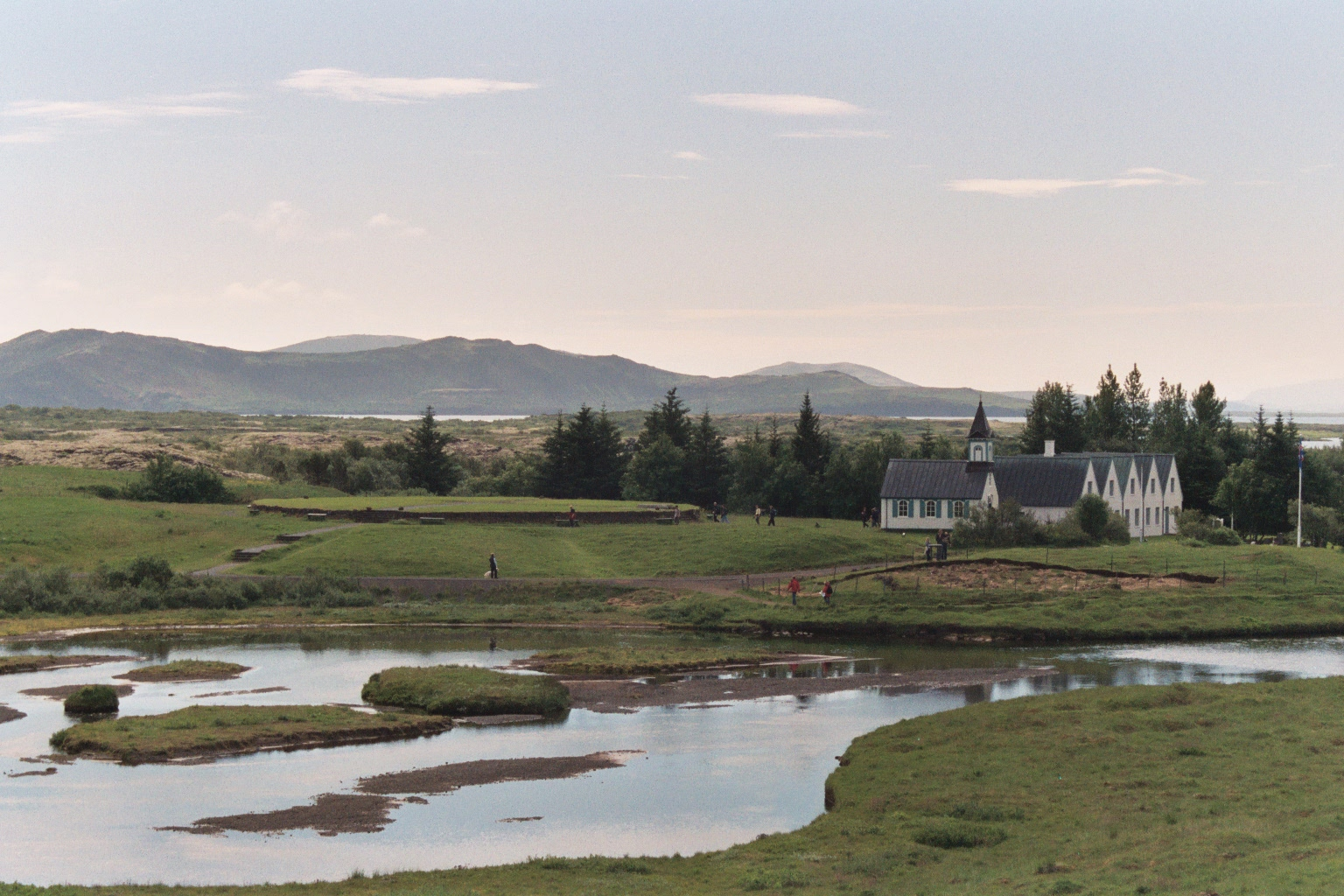
Тінґветлір
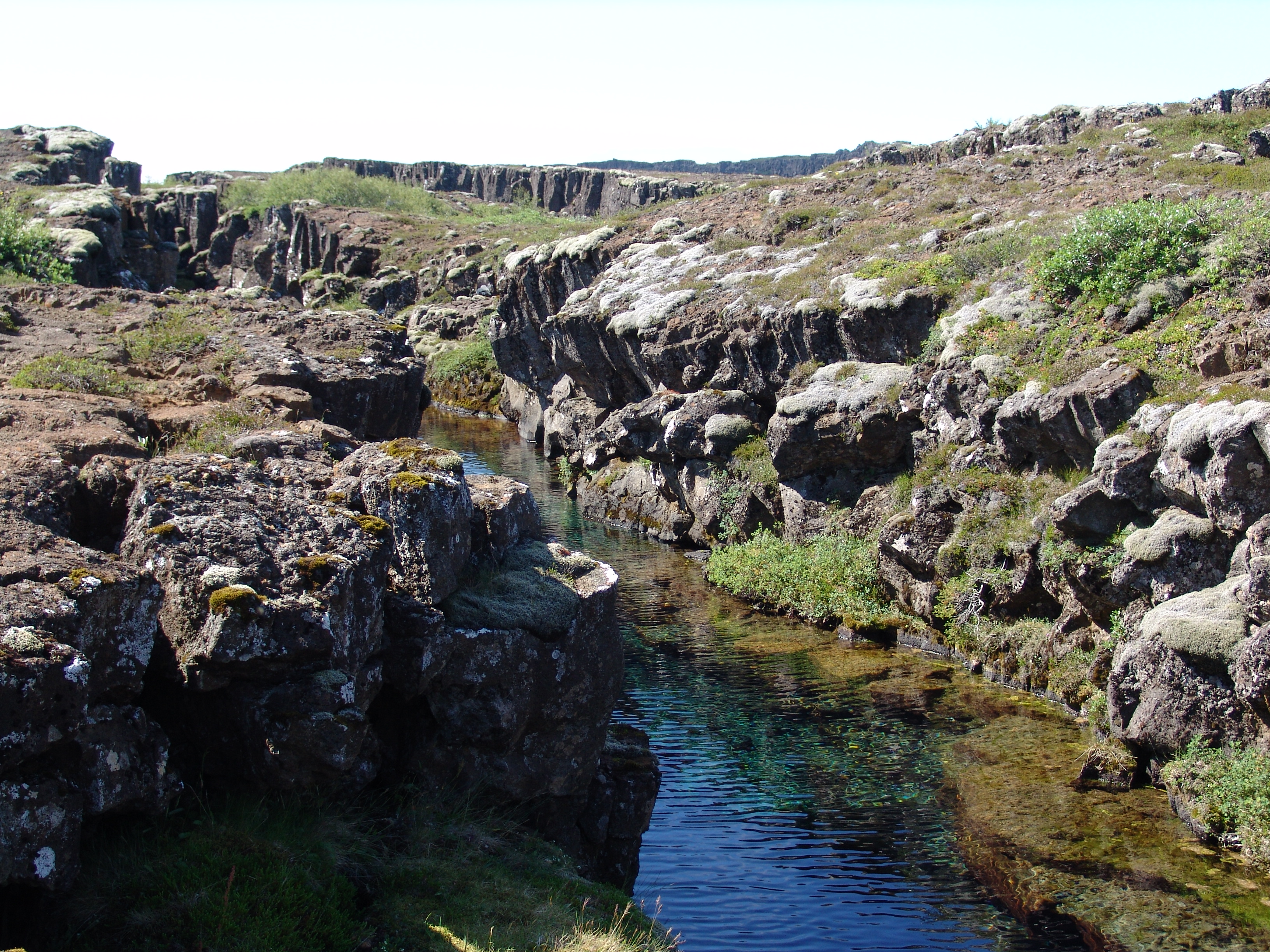
Монетна ущелина Святого Миколая в Тінґветлір
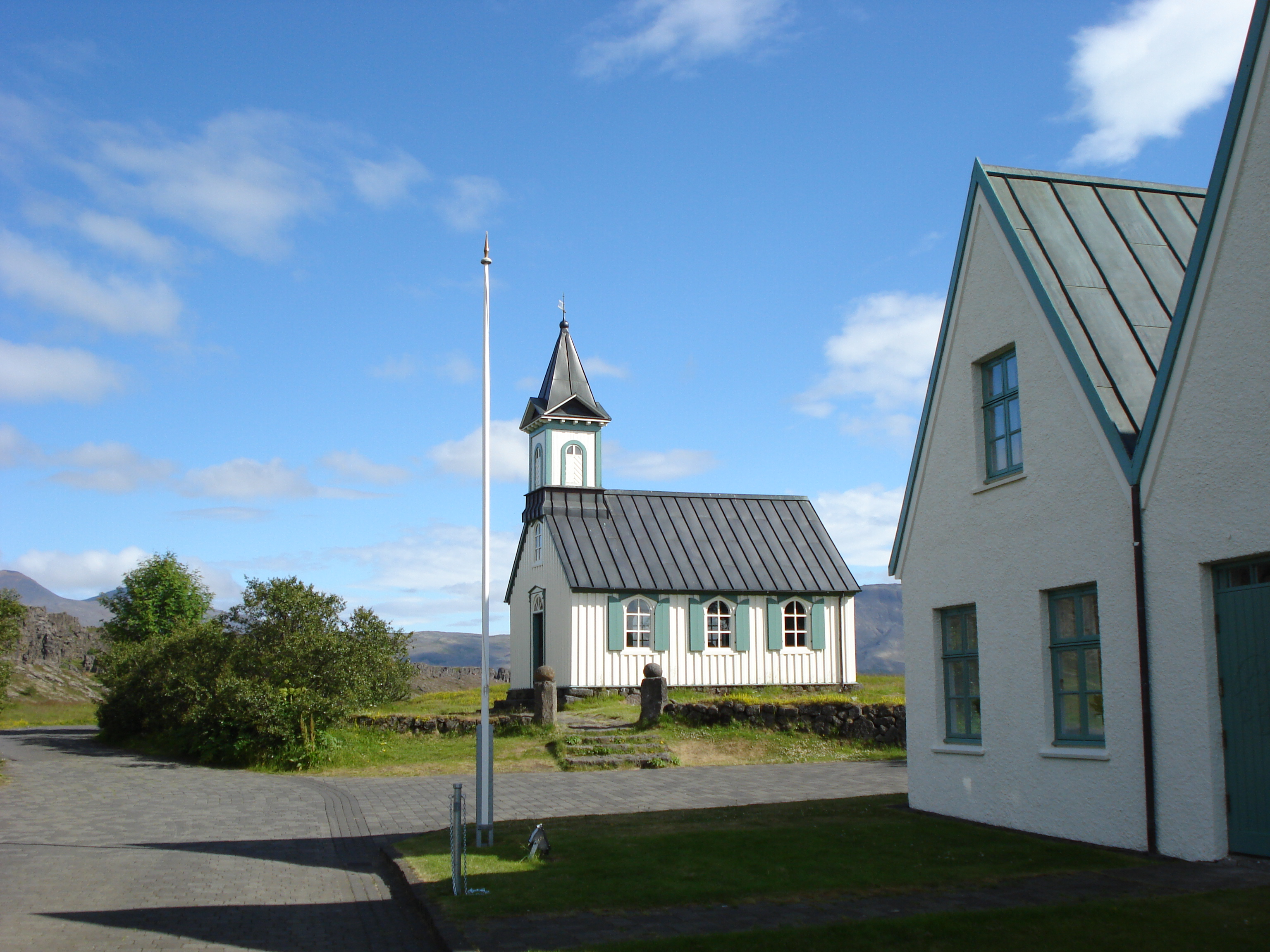
Церква в Тінґветлір
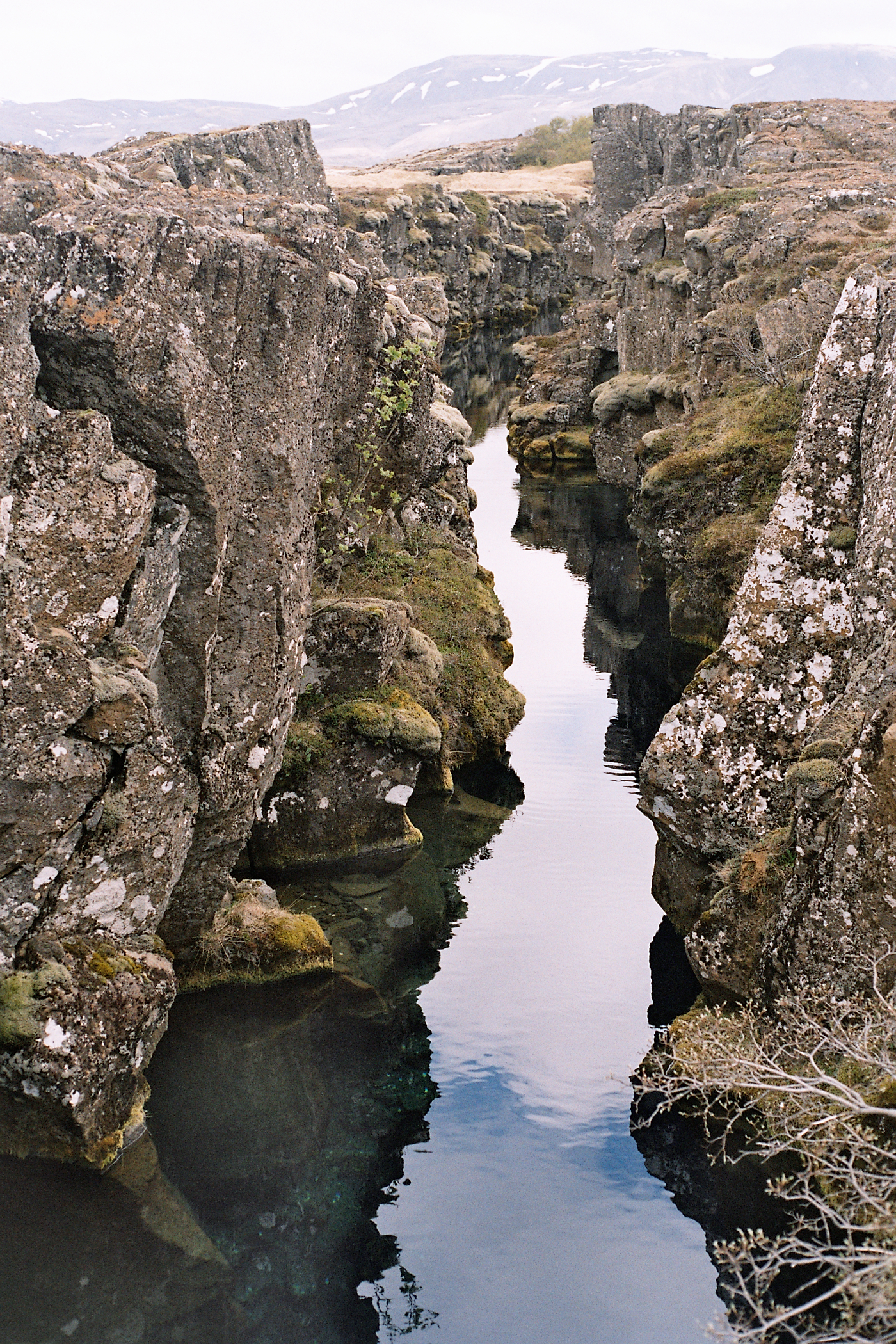
Ущелина